# 克列梅尼夫卡 (韋謝利諾韋區)
47°22′29″N 31°10′32″E / 47.37472°N 31.17556°E
克列梅尼夫卡（烏克蘭語：Кременівка），是烏克蘭南部的村莊，隸屬尼古拉耶夫州的沃茲涅先斯克區。該村始建於1917年，面積0.7平方公里，海拔高度13米，2001年人口212，人口密度每平方公里302.9人。